# シーツー (フリーペーパー)
C2（シーツー）は、日本で発行されている月刊の映画情報誌である。

## 概要
1996年12月創刊。
中部地方で7万部発行されている。このほか、パソコンや携帯電話向けのWEBコンテンツにより同じ内容を配信している。

## 特徴
- 20代・30代の映画ファンをターゲットとしている。
- 毎月1日発行。
- 映画専門ライターによる企画構成。
- 2色印刷（青・黒）。

## 発行地域
中部地方（愛知・岐阜・三重・北陸・静岡）で発行されている。
劇場を中心配布するほか、DVD・CD・レコード店、書店、美容室、クラブ、カフェ、バーなどで配布している。

## 発行元
- 社名 - 有限会社リバブック
- 設立 - 1994年5月
- 所在地 - 〒460-0011　愛知県名古屋市中区大須2丁目14-4 クリンハイツ703
- 代表取締役 - 川本 朗（2010年7月1日現在）